# Proteinasi K
La proteinasi K (nota anche come peptidasi K o proteasi K) è una serin proteasi ad ampio spettro, isolata originariamente nel 1974 dal fungo Engyodontium album (chiamato in precedenza Tritirachium album). È in grado di idrolizzare la cheratina e agisce prevalentemente scindendo il legame peptidico adiacente al gruppo carbossilico di amminoacidi alifatici o aromatici con gruppi amminici in posizione alfa bloccati. 
Questo enzima appartiene alla famiglia S8 delle proteasi e possiede una massa molecolare pari a 28,9 kDa.

## Attività
La proteinasi K è attivata dagli ioni calcio ed esplica la sua azione scindendo preferenzialmente le proteine in prossimità di amminoacidi idrofobi (alifatici, aromatici, o amminoacidi idrofobi di altro genere). Sebbene il calcio non influenzi l'attività enzimatica, esso contribuisce alla sua stabilità. Le proteine possono essere digerite completamente se il tempo di incubazione è lungo e la concentrazione di proteasi è sufficientemente elevata. Rimuovendo gli ioni calcio la stabilità dell'enzima risulta ridotta, ma permane la sua attività proteolitica. La proteinasi K ha due siti di legame per Ca2+, che si trovano vicino al centro attivo ma non sono direttamente implicati nel meccanismo catalitico. L'attività residua è sufficiente per digerire le proteine, motivo per cui la proteinasi K può essere utilizzata per purificare gli acidi nucleici in presenza di EDTA, composto usato per legare il calcio allo scopo di inibire le nucleasi.
La proteinasi K inoltre è stabile in un ampio intervallo di valori di pH (4-12,5), con un valore ottimale di pH pari a 8. L'intervallo di temperatura è compreso tra i 25 °C e i 65 °C, e portandosi verso i valori massimi di questo intervallo è possibile aumentare l'attività catalitica. Anche l'aggiunta di sostanze denaturanti quali il laurilsolfato di sodio, il cloruro di guanidinio, il tiocianato di guanidinio e l'urea, è in grado di incrementare l'attività catalitica rendendo maggiormente accessibili i siti del substrato. Di contro temperature superiori a 65 °C e composti quale l'acido tricloroacetico, oltre ad altri inibitori delle serin proteasi, possiedono un effetto inibente. La proteinasi K non è invece inibita da composti quali il cloruro di guanidinio, il tiocianato di guanidinio, l'urea, il Triton X-100, il laurilsolfato di sodio (SDS), il citrato, l'acido iodoacetico e l'EDTA.

## Applicazioni
La proteinasi K viene comunemente utilizzata in biologia molecolare per purificare i preparati degli acidi nucleici digerendo le proteine contaminanti. La sua aggiunta, inoltre, inattiva le nucleasi (DNasi ed RNasi) che potrebbero degradare il DNA o l'RNA durante la loro purificazione. L'enzima si presta particolarmente bene a questa applicazione grazie alla sua resistenza verso una serie di composti chimici usati per degradare le proteine e verso altri agenti utilizzati nel processo di purificazione e isolamento degli acidi nucleici a partire dal lisato cellulare.